# Kaichon
 (mars 2008).
Le kaichon est le nom thaïlandais du coq élevé pour faire des combats de coqs.
Il y a des paris sur ces combats dans lesquels on peut parfois gagner ou perdre beaucoup d'argent.
Les coqs sont choisis selon des critères très rigoureux. De nos jours, la majorité des pratiquants de Kaichon montrent une préférence pour les coqs dont la taille varie entre 2,4 kg jusqu'à 3,2 kg. Un combat de coqs se déroule en général en 5 rounds, mais ce chiffre peut être modifié selon la volonté des propriétaires des coqs impliqués.
Actuellement[Quand ?], deux coqs sont à la fois très forts et très célèbres. L'un, appelé Dookmayfire (ดอกไม้ไฟ), vient de la province de Loei, son ancien partenaire est Judy Bao. L'autre, nommé Teelek (ตี๋เล็ก), vient de la province de Chonburi, son  ancien partenaire est Shogunfarm (โชกุนฟาร์ม).